# Wikimapia
Wikimapia, är en onlinekarta från Google Maps med ett wikisystem, som tillåter användare att lägga till information som en anteckning på städer eller regioner på jorden.
Wikimapia skapades av ryssarna Alexandre Koriakine och Jevgenij Savelijev, och webbplatsen började fungera den 24 maj 2006 under titeln Let's describe the whole world (engelska för "Låt oss beskriva hela världen"). Även om man inte behöver skapa ett konto för att lägga till en plats, finns det cirka 1 000 000 registrerade användare från hela världen, och cirka 14 000 000 markerade platser.
Wikimapia har inget med Wikipedia att göra. Wikimapia tillåter sina användare att lägga till "hotspots" till kartan, som länkar till en anteckning på något av Wikimapias tillgängliga språk (efter namnet på platsen står det språket anteckningen är på).